# Odolena Voda
Odolena Voda – miasto w Czechach, w kraju środkowoczeskim.
Według danych z 31 grudnia 2003 powierzchnia miasta wynosiła 1 123 ha, a liczba jego mieszkańców 4 451 osób.

## Demografia
| Rok             | 1970  | 1980  | 1991  | 2001  | 2003  |
| --------------- | ----- | ----- | ----- | ----- | ----- |
| Liczba ludności | 3 242 | 4 063 | 4 226 | 4 344 | 4 451 |

Źródło: Czeski Urząd Statystyczny